# Parco nazionale di Liuwa Plain
Il parco nazionale di Liuwa Plain è un parco nazionale della superficie di circa 3600 km² situato nella Provincia Occidentale dello Zambia. «Liuwa» significa «pianura» nella locale lingua lozi e originariamente il territorio occupato dal parco era una riserva di caccia di Lubosi Lewanika, il Litunga (re o guida spirituale) del popolo lozi. La zona venne dichiarata area protetta dallo stesso Lubosi Lewanika nei primi anni '80 del XIX secolo, per poi diventare parco nazionale nel 1972, quando divenne proprietà del governo dello Zambia. Dal 2003, la gestione del parco è compito dell'organizzazione ambientalista no-profit African Parks con la collaborazione del Dipartimento dei Parchi Nazionali e della Fauna Selvatica e del Barotse Royal Establishment.
Le distese erbose del parco danno sostentamento a un gran numero di grandi mammiferi, tra cui decine di migliaia di gnu striati che si radunano per compiere una fra le più spettacolari migrazioni di gnu dell'Africa (la seconda per dimensioni dopo quella che avviene fra Tanzania e Kenya). Tra i grandi predatori che è più facile avvistare vi sono il ghepardo, la iena maculata e il leone; il grande felino più celebre del parco era la leonessa chiamata Lady Liuwa, protagonista di un documentario della National Geographic (L'ultima leonessa), morta per cause naturali nel 2017. Lady Liuwa era l'ultimo leone rimasto nel parco in seguito ad anni di caccia indiscrimanata, prima che la African Parks ne assumesse la gestione e iniziasse un programma di reinserimento di leoni provenienti da altre zone per incoraggiare la ricostituzione di un branco. A Liuwa, rimasta fuori dai circuiti del grande turismo internazionale fino a pochi anni fa, sono state censite più di 300 specie di uccelli. Nonostante il declino di molte popolazioni e la scomparsa locale di alcune specie durante il ventennio 1990-2009, la popolazione di grandi mammiferi è nuovamente tornata stabile.

## Storia
Prima che fosse istituito il parco nazionale, l'area fu la riserva di caccia di Lubosi Lewanika (1842-1916), il Litunga (re o guida spirituale) del popolo lozi del Barotseland tra il 1878 e il 1916. Lubosi Lewanika designò Liuwa Plain come area protetta nei primi anni '80 del XIX secolo.
Il parco nazionale vero e proprio venne istituito nel 1972 e il governo dello Zambia ne assunse la direzione. Nonostante la protezione statale, la sempre più crescente pressione umana portò all'aumento del bracconaggio nel parco. La African Parks gestisce il parco in collaborazione con il Dipartimento dei Parchi Nazionali e della Fauna Selvatica (DNPW) e il Barotse Royal Establishment (BRE) dal 2003. Secondo queste organizzazioni, l'interesse dei locali riguardo alla conservazione del parco e della sua fauna selvatica è aumentato da quando la sua gestione è migliorata e la connessione della regione con il Litunga è stata riprstinata.

## Flora e fauna
Liuwa Plain si trova nella pianura alluvionale barotse ed è delimitato dai fiumi Luambimba a nord e Luanginga a sud. Il territorio del parco è occupato quasi interamente da una distesa erbosa che misura più o meno 72 km di lunghezza per 32 di larghezza, costellata da palme rafia e zone boschive. Tra le specie di graminacee presenti ricordiamo Echinochloa stagnina e Vossia cuspidata, importanti per il sostentamento delle mandrie di erbivori, mentre gli alberi sono rappresentati da specie quali Baikiaea plurijuga Guibourtia coleosperma, Peltophorum africanum, Terminalia sericea e da vari tipi di Hyphaene.

### Mammiferi
Liuwa è la dimora di un gran numero di mammiferi, tra i quali il bufalo, l'antilope alcina, il damalisco comune, l'oribi, il lichi, la redunca dei canneti, l'antilope roana e mandrie migranti di gnu striato che si radunano a decine di migliaia. La migrazione degli gnu di Liuwa è la seconda per dimensioni dopo quella che avviene fra Tanzania e Kenya.
Un censimento condotto nel 1991 aveva registrato la presenza di 30 000 gnu striati, 800 damalischi, 1 000 zebre e 10 000 altri grandi mammiferi, compresi bufali, antilopi alcine, oribi, lichi, redunche e sitatunga. I censimenti successivi, purtroppo, hanno segnalato la drastica diminuzione di queste popolazioni, nonché la possibile scomparsa dalla zona di alcune specie come il bufalo, l'antilope alcina, l'alcelafo di Lichtenstein e l'antilope roana. Tuttavia, grazie alle migliori misure di protezione adottate a partire dal 2003, il numero di esemplari si è stabilizzato.
Tra i predatori che vivono nel parco figurano il ghepardo, il leopardo, il leone e la iena maculata. Secondo l'organizzazione ambientalista no-profit African Parks, durante gli anni '90 l'intera popolazione di leoni venne spazzata via dal bracconaggio e dalla caccia grossa. L'unico esemplare sopravvissuto, una femmina presto ribattezzata Lady Liuwa, venne avvistata per la prima volta nel parco nel 2002. Da allora l'organizzazione ha provveduto alla reintroduzione di altri esemplari con lo scopo di ristabilire una popolazione riproduttiva a Liuwa, dove nel 2017 vivevano sette leoni.
Tra i carnivori di minori dimensioni ricordiamo la mangusta striata e lo sciacallo striato.
Nel 2005, l'area protetta è stata dichiarata una Lion Conservation Unit.

#### Lady Liuwa e i leoni del parco

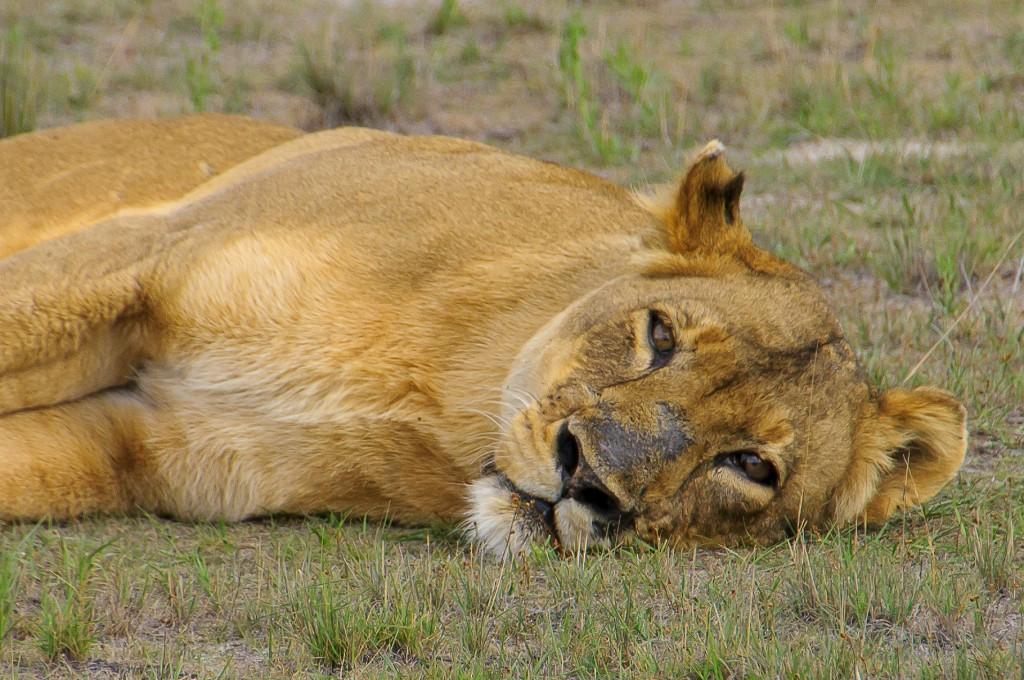
L'ospite più famoso del parco era la leonessa chiamata Lady Liuwa (qui nel 2012), morta per cause naturali nel 2017.

Lady Liuwa è stata di gran lunga l'ospite più importante del parco ed è stata la protagonista di un documentario della National Geographic prodotto nel 2010. Secondo la credenza locale, la leonessa era la reincarnazione di Mambeti, una donna della tribù lozi vissuta e morta nel parco, nonna di alcuni membri dello staff che lavorano ancora nel parco. Lady Liuwa venne segnalata per la prima volta nel parco nel 2002 e si dice che abbia visitato spesso il boschetto dove Mambeti era stata sepolta.
Nel 2008, dopo che nessun leone era tornato spontaneamente nel parco, la African Parks cercò di introdurvi un maschio, ma morì durante il trasferimento. Altri due maschi, invece, furono reintrodotti con successo nel 2009. Entrambi cercarono più volte di accoppiarsi con Lady Liuwa, ma purtroppo lei era sterile. I due maschi, allora, lasciarono il Liuwa e si diressero verso l'Angola: uno venne ucciso dai locali e l'altro, Nakawa, fece volontariamente ritorno nel parco. Due leonesse furono trasferite a Liuwa dal parco nazionale di Kafue nel 2011: una rimase uccisa in una trappola nel 2012 e l'altra, chiamata Sepo, venne riportata a Liuwa dopo aver vagato per un po' fuori dall'area. Una volta catturata e riportata indietro con un elicottero, Sepo venne rinchiusa in un boma insieme a Lady Liuwa. Le due legarono e furono rimesse in libertà dopo due mesi. Dopo essersi accoppiata con Nakawa, Sepo dette alla luce un maschio e due femmine nel dicembre 2013. Nakawa successivamente venne ucciso, probabilmente avvelenato. Un leone non identificato è stato visto all'interno del parco nel 2015.
Nel settembre 2016, un progetto di collaborazione tra la African Parks, la Mushingashi Conservancy, lo Zambia Carnivore Programme e il Dipartimento dei Parchi Nazionali e della Fauna Selvatica dello Zambia (DPNW) ha introdotto un altro maschio a Liuwa Plain dal parco nazionale di Kafue. Il leone è stato tenuto in un boma per due mesi con un altro maschio e, una volta che avevano legato, sono stati rilasciati.
Lady Liuwa è morta per cause naturali il 9 agosto 2017.

### Uccelli e rettili
A Liuwa è stata registrata la presenza di 334 specie di uccelli, compresi vari tipi di rapaci, otarde, gru (tra cui la gru coronata grigia e la rara gru caruncolata), pellicani, pernici di mare e cicogne. Tra i rapaci ricordiamo il falco giocoliere, il gheppio maggiore, l'aquila marziale, l'avvoltoio delle palme e il gufo pescatore di Pel, nonché l'aquila urlatrice. Tra gli uccelli acquatici sono presenti il marabù africano, l'anastomo africano, la mitteria del Senegal e il tantalo africano, oltre alla pavoncella fabbro, alle garzette (come la garzetta ardesia), all'airone cenerino, all'oca pigmea africana, all'oca armata e al corriere trebande. Sono presenti anche la pernice di mare orientale, l'otarda di Stanley, la vedova codalunga, l'allodola beccorosa, l'unghialunga golarosa, il segretario, lo storno splendente codaguzza, il bubu del Gabon, l'otarda panciabianca e il gruccione guanceazzurre, nonché l'allodola battiali orientale.
Il parco nazionale di Liuwa Plain ospita anche varie specie di serpenti.

## Turismo
Fino a poco tempo fa il turismo nel parco era quasi inesistente: nel 2000 Liuwa venne visitato solamente da 50 turisti, che nel 2014 erano passati a poco meno di 800. La African Parks e la Norman Carr Safaris hanno aperto un lodge di lusso e un servizio di elicotteri per rendere il parco più accessibile ai turisti. La compagnia di safari ha operato assieme alla African Parks per finanziare la costruzione del lodge con 1,6 milioni di dollari. Il King Lewanika Lodge, che prende il nome dall'ex Litunga, può ospitare fino a quindici ospiti e comprende sei bungalow, uno dei quali con due camere da letto. Nel 2016, la Proflight ha annunciato l'istituzione di voli regolari tra Lusaka e Kalabo, migliorando ulteriormente l'accesso al parco.